# Vrouw voor de spiegel
Vrouw voor de spiegel (Deens: Kvinde foran et spejl) is een schilderij van de Deense kunstschilder Christoffer Wilhelm Eckersberg, olieverf op doek, 33,5 x 26 centimeter groot, gemaakt in 1841. Afgebeeld wordt een halfnaakte jonge vrouw voor een spiegel, bezien van op de rug. Het schilderij bevindt zich momenteel in de collectie van de Hirschsprungske Samling in Kopenhagen. Het werk is typerend voor de schilderkunst uit de Deense Gouden Eeuw.

## Afbeelding
Vrouw voor de spiegel toont een jonge vrouw, bezien van op de rug, met een ontbloot bovenlichaam en een doek gedrapeerd om haar heupen. Haar gezicht, afgewend schuin naar beneden, wordt -deels- gereflecteerd door een ovale spiegel aan de wand. Met haar rechterhand maakt ze een beweging alsof ze haar haren opsteekt. Klaarblijkelijk maakt ze haar toilet. Haar toiletspullen zijn echter niet zichtbaar. Het werk is sober in haar details.

## Analyse
Het schilderij kenmerkt zich door het ontbreken van een centraal focuspunt. Het lijkt bijna alsof de blik van de kijker voortdurend wordt teruggekaatst door het lichte, koele, steenachtige oppervlak van de rug. De ogen hebben de neiging op en neer te dwalen tussen twee, elkaar min of meer in evenwicht houdende blinde vlekken in het schilderij: de borsten van in de spiegel en de deels zichtbare billen in het beeldvlak. Evenzeer echter kan het oog blijven rusten op de schaduwen langs de ruggengraat, die doen dienst als een soort van "ongearticuleerde vormelementen" en "die de toeschouwer betreedt met zijn eigen voorstellingen".. Eckersberg houdt de kijker zo een aantal prikkelende en erotiserende mogelijkheden voor, eens te meer omdat hij de kijker het idee te geeft dat hij deel uitmaakt van dezelfde imaginaire ruimte als waarin de afgebeelde vrouw zich bevindt, een effect dat versterkt wordt door de vage reflectie van de deur in de spiegel. De illusie ontstaat alsof we om het schilderij heen kunnen lopen.
De plasticiteit en het uitgebalanceerde contrapposto verraden de invloed van de klassieke beeldhouwkunst, welke voortvloeide uit Eckersbergs vriendschap met de neoclassicistische beeldhouwer Bertel Thorvaldsen. Ook herkenbaar is de invloed van de Hollandse meesters uit de zeventiende eeuw, die hem evenzeer inspireerden. Een zekere spanning is waarneembaar tussen de bijna als tastbaar voelende nabijheid van het naakt op de voorgrond en de beeltenis van het model in de spiegel, die haar blik afwendt en een zekere afstandelijkheid suggereert. Ingo Walther beschrijft het als een ontmoeting van schilderkunst en beeldhouwkunst, welke beide een verschillend aspect van de afgebeelde vrouwfiguur uitbeelden. Linnet heeft het in dit verband over "Eckersbergs voelende blik en ziende hand".